# Tom Bass (Bildhauer)

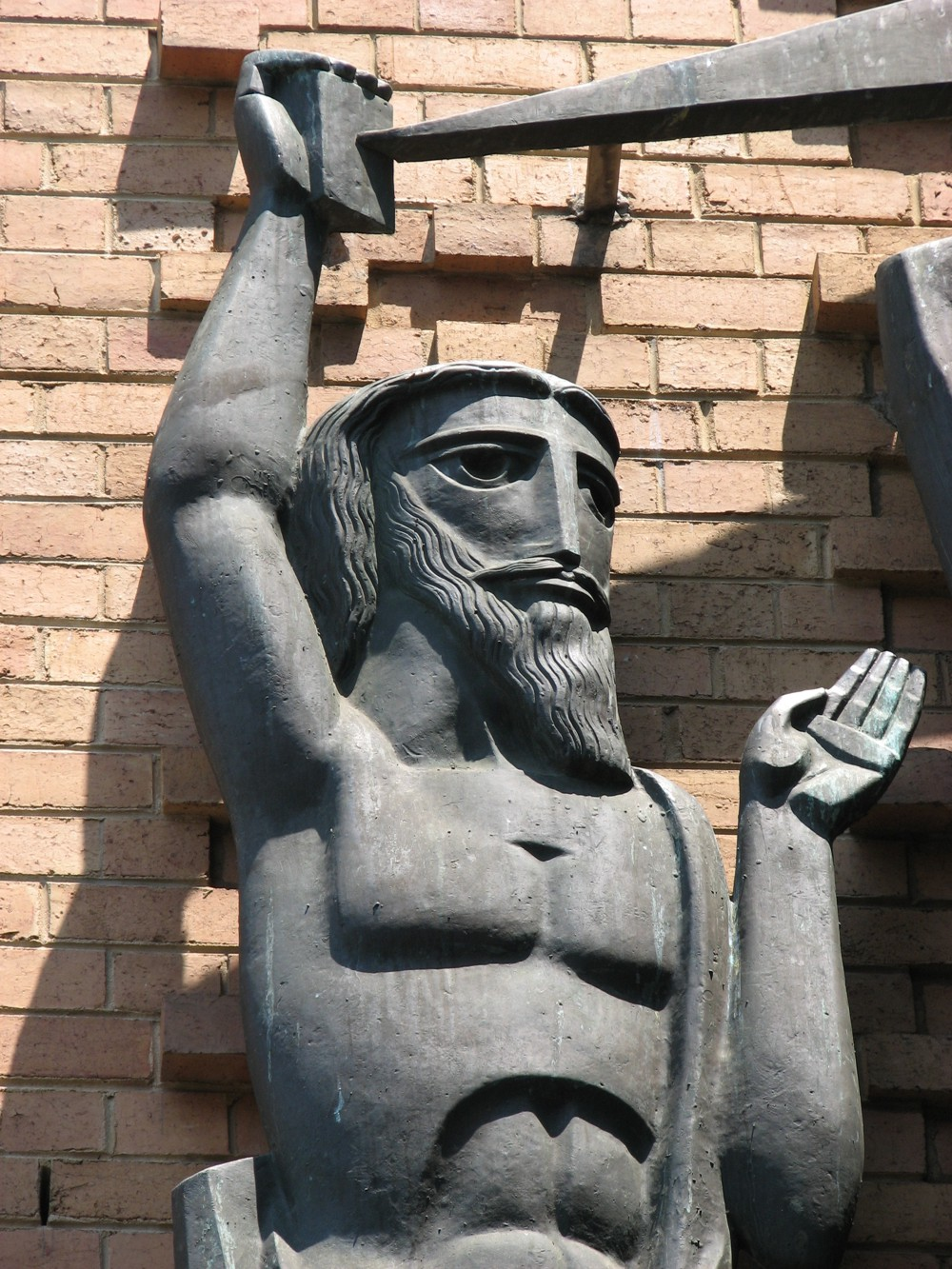
Detail zum The Trial of Socrates

Thomas Dwyer (Tom) Bass (* 6. Juni 1916 in Lithgow, New South Wales, Australien; † 26. Februar 2010) war ein australischer Bildhauer und Maler.

## Leben und Werk
Bass wurde an der Dattilo Rubbo Art School ausgebildet und studierte mit einer Unterbrechung infolge des Zweiten Weltkriegs bis 1948 an der National Art School in Canberra. 1974 gründete er eine eigene Ausbildungsstätte, die Tom Bass Sculpture School in Sydney.
1988 wurde er durch den Order of Australia (OAM) geehrt. 2003 überführte er seine Schule in eine gemeinnützige Gesellschaft. 2006 wurde ein Retrospektive der Arbeiten von Tom Bass im Sydney Opera House ausgestellt und am 6. April 2009 bekam er ehrenhalber den Titel Doctor of Visual Arts durch das Sydney College of the Arts verliehen.

## Sonstiges
In dem Video The Times they are a-changin, The Seekers, wird seine Statue Ethos vorgestellt.

## Werk (Auswahl)
- The Student (1953), University of Sydney
- The falconer (1955)[2] – Wandskulptur auf dem Skulpturenweg der Universität New South Wales
- St Ignatius of Loyola – Ad Maiorem Dei Gloriam (1957), Ramsay Hall, St. Ignatius College in Sydney
- Research (1956–59), Moore Steps, East Circular Quay, Sydney
- Fountain figure (1959)[3] im Chancellor’s Court der Universität New South Wales in Sydney
- Amicus Certus (1960), AMP Building, Circular Quay, Sydney
- The Idea of a University[4] The Trial of Socrates[5] (1954/59), Wandskulpturen an Universität Melbourne in Melbourne
- „A Search for Truth“, Gemeinschaftswerk an einem Wandgemälde in der Wilson Hall Universität Melbourne
- Ethos (1959/61), Civic Square in Canberra
- AMP Emblem – „Amicus certus in re incerta“ (1962)[6], Wandskulptur am AMP Tower am Circular Quay in Sydney
- Children’s Tree (1963)[7], Collins Street/Elizabeth Street in Melbourne
- P&O Wall fountain (1963)[8], P&O Building, Hunter Street in Sydney
- Joseph Ormand Aloysius Bourke, first Bursar [erster Kanzler] of the University (1966)[9], Skulpturenweg der Universität von New South Wales in Sydney – ontwerp Peter Spooner, reliëf van Tom Bass
- Lintel sculpture (1967/68) – Wandskulptur, National Library of Australia in Canberra
- The Genie – Inschrift: A fantasy play sculpture for children (1973), Queen Victoria Gardens in Melbourne,[10]
- Relief AGC Building (1983), Sydney

## Fotogalerie

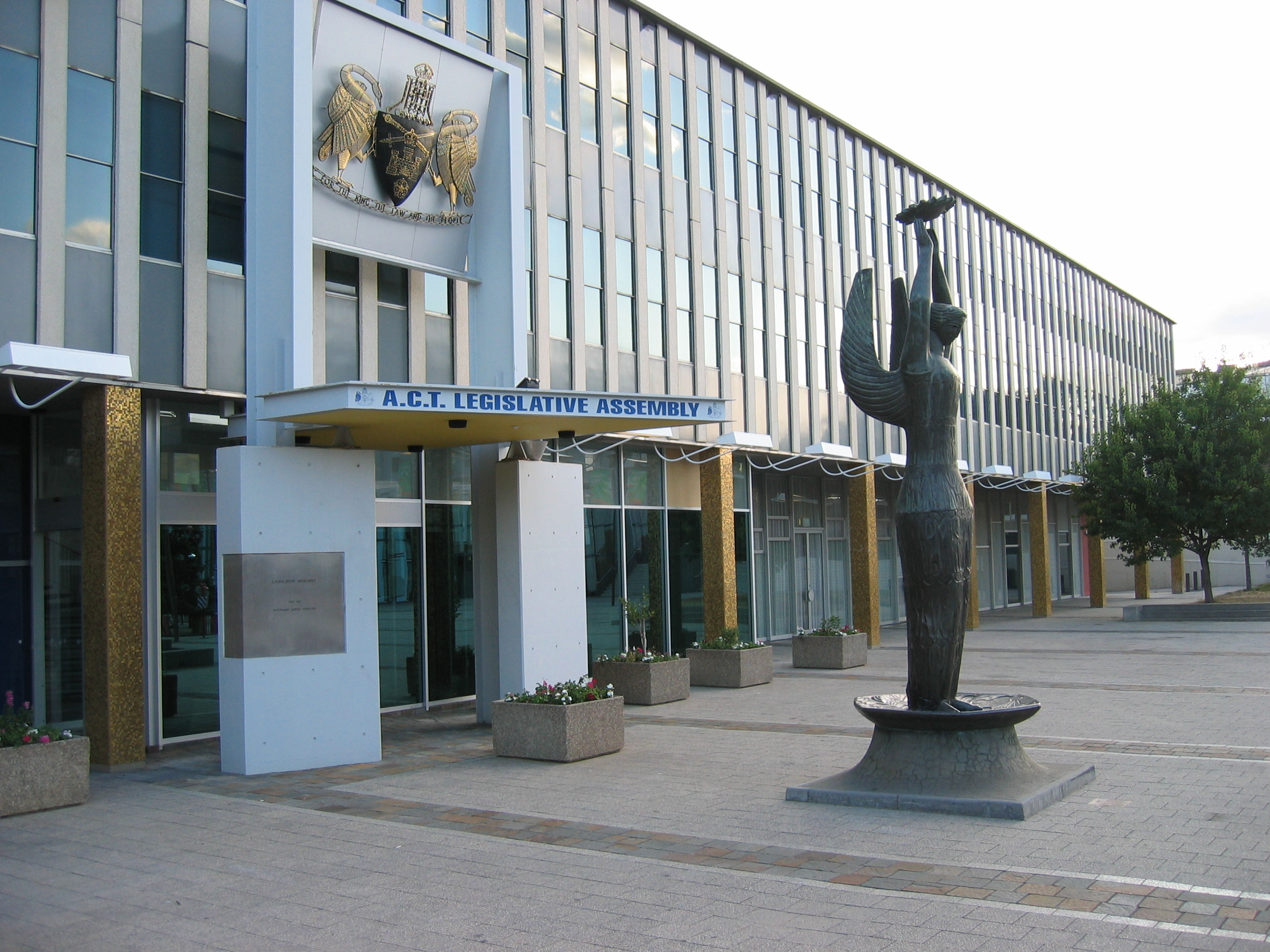
Ethos, Canberra
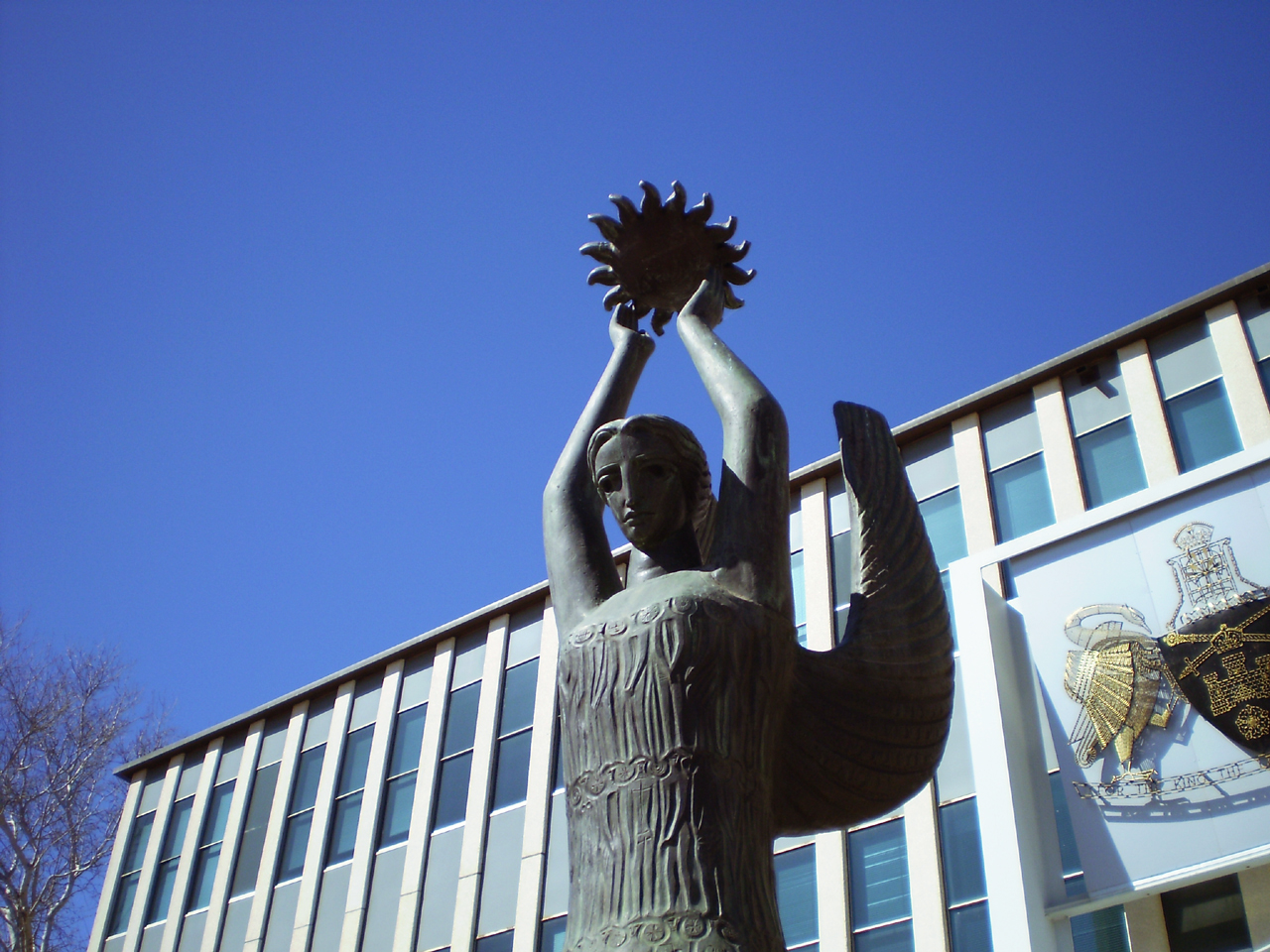
Ethos (Detail)
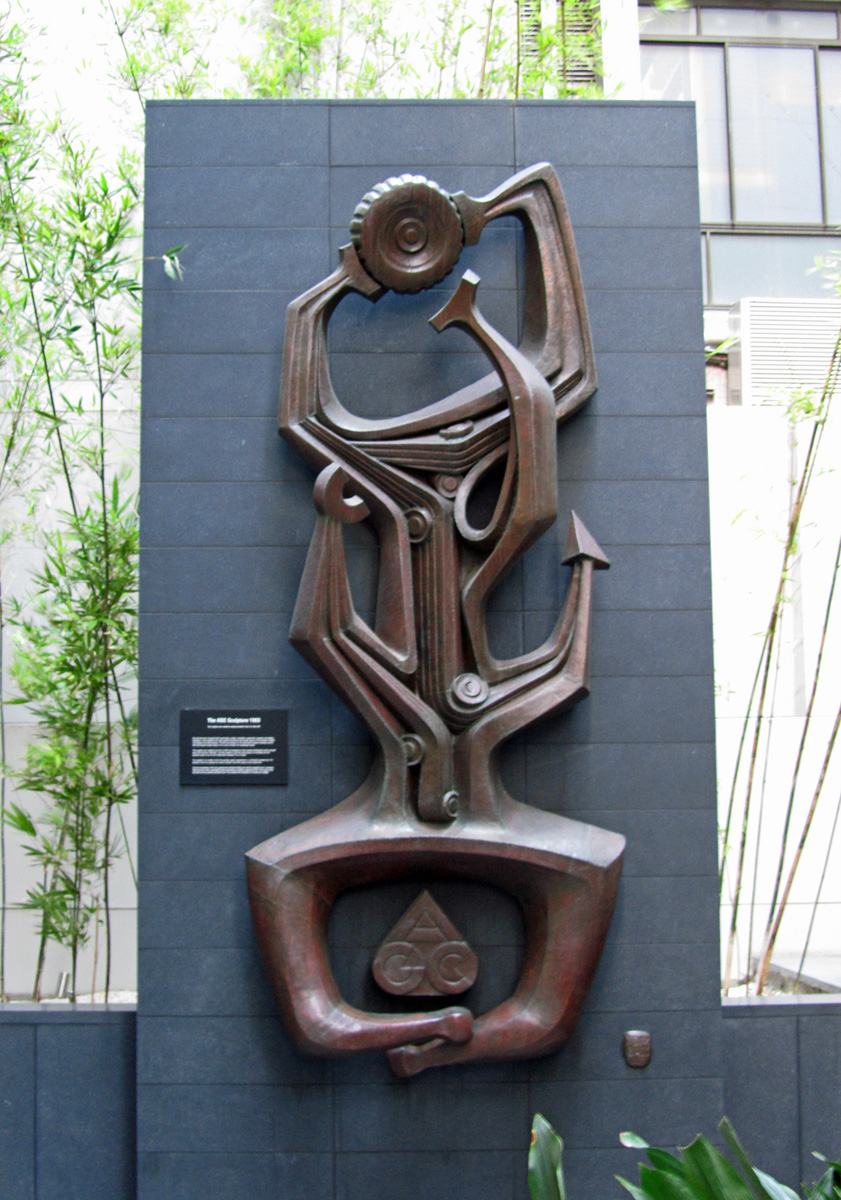
Relief AGC Building (1983)